# 4079 Britten
A 4079 Britten (ideiglenes jelöléssel 1983 CS) a Naprendszer kisbolygóövében található aszteroida. Edward L. G. Bowell fedezte fel 1983. február 15-én.